# Сан Ђулијано дел Санио
Сан Ђулијано дел Санио (итал. San Giuliano del Sannio) је насеље у Италији у округу Кампобасо, региону Молизе.
Према процени из 2011. у насељу је живело 610 становника. Насеље се налази на надморској висини од 656 м.

## Становништво
| 1931. | 1936. | 1951. | 1961. | 1971. | 1981. | 1991. | 2001. | 2011. |
| ----- | ----- | ----- | ----- | ----- | ----- | ----- | ----- | ----- |
| 1.992 | 1.997 | 1.967 | 1.732 | 1.438 | 1.251 | 1.241 | 1.076 | 1.050 |